# 軟件項目管理
軟件項目管理是指軟件開發過程中的管理，它涉及軟件開發週期全過程，包括軟件開發前的規劃、軟件設計、寫代碼、測試和發佈後的維護。管理者要對開發人員進行明確分工，規劃好軟件每日開發的進度。